# Daptonema filispiculum
Daptonema filispiculum is een rondwormensoort uit de familie van de Xyalidae.